# 청천초등학교 (충북)
청천초등학교는 대한민국 충청북도 괴산군 청천면 청천리에 있는 공립 초등학교이다.

## 학교 연혁
- 1920년 6월 30일 설립인가
- 1921년 4월 12일 청천공립보통학교 개교
- 1938년 4월 1일 청천공립심상소학교로 개칭
- 1941년 4월 1일 청천공립국민학교로 개칭
- 1991년 3월 1일 학교급식 실시(농촌형)
- 1993년 3월 1일 신월분교장 편입
- 1996년 3월 1일 청천초등학교로 교명 변경
- 1999년 3월 1일 어룡초등학교 통폐합
- 2002년 8월 15일 사이버 도서실 개관
- 2006년 11월 2일 청천꿈나무도서실 리모델링 개관
- 2007년 3월 1일 신월분교장 통폐합
- 2008년 12월 27일 다목적실 개관
- 2017년 11월 10일 꿈자람 도서실, 행복씨앗방 개소식
- 2019년 9월 1일 제32대 윤정한 교장 부임
- 2020년 1월 7일 제38회 유치원 졸업 2명(총 졸업생 690명)
- 2020년 1월 8일 제95회 졸업 10명 (총 졸업생 7138명)

## 참고 자료
- 청천초등학교 - 한국교육학술정보원 학교알리미